# الحملة الصليبية وموت ريتشارد الأول
الحملة الصليبية وموت ريتشارد الأول (بالإنجليزية: The Crusade and Death of Richard I)‏ هي قصة نثر أنجلو نورمان في منتصف القرن الثالث عشر كتبها كاتب مجهول. يحكي عن رحلة ريتشارد الأول ملك إنجلترا إلى الأراضي المقدسة في الحملة الصليبية الثالثة من 1190 إلى 1191. يسرد السجل تفاصيل الرحلة عبر فرنسا و‌صقلية و‌قبرص، بالإضافة إلى حصار عكا والاستيلاء عليها، واعتقال ريتشارد في النمسا في رحلة العودة، وعودته في نهاية المطاف إلى إنجلترا. يصف لاحقاً حملاته ضد فيليب الثاني أغسطس في نورماندي، وموته في شالو عام 1199. ويستند إلى كتابات روجر من هاودن وروجر من ويندوفر وماثيو باريس.